# ヒロ吉田
ヒロ 吉田（ヒロ よしだ、本名：吉田 浩之（よしだ ひろゆき）、5月23日 - ）は、日本のお笑いプロデューサー、放送作家。福岡県出身。

## 略歴
大学在学中より、「モーニングショー」（テレビ朝日）などで放送作家として活動。また、週刊文春連載「糸井重里の萬流コピー塾」では、常連投稿者として師範・萬斗七星を獲得（萬名「吉田浩之里」）する。紀伊国屋ホールでの萬流大会では司会をこなす。当時の萬流仲間に小林秀雄、戸田昭吾、原口一也らがいる。ホットドッグプレスいとうせいこうの「ぱっくんぷれす」でも投稿者として初めてコーナーをもつ。当時の投稿仲間に小杉なんぎ、小浜正寛らがいる。
作家業の傍ら、ナンセンストリオの前田隣に師事。上野本牧亭の舞台に立った経験もある。
1989年、お笑いライブ「宇宙館ギャグバンバン」をプロデュース。以降、「笑ギャラリー」「お笑い巌流島」「女神たちの反乱」「ボビーにおまかせ」「歌うコメディエンヌ」など多数のお笑いライブを開催。若手芸人を数多く育てた。
フジテレビ「オールナイトフジ」のインパクトショーに電撃ネットワークを紹介、TV初出演させている。
若手からベテランまで、お笑い芸人とは幅広い交流があり、オリジナルの漫才ネタを提供することもある。
また、近年はお笑いのコンテスト番組やお笑いイベントでの審査員もつとめている。
中野・YsPAPAで「かせ栞の今昔ナイト」、「パルフェ・めっちぇん・すっとんきょ」、「小町&長江もみの故郷は遠くトーク」、音楽ライブ「クラブスリーナイト」などをプロデュース。2010年5月8日放送の渋谷FM「EVERYBODY KNOWS？」にオオタスセリからの紹介でゲスト出演。小川みき「マイ・ロスト・ラヴ」、デビッド&ミッシェル「菩提樹の丘」、太子乱童「愛の絶唱」、ザ・ボルテイジ「海鳴りの幻想」などマニアックな曲を次々にリクエスト。音楽への造詣の深さも誇示する。番組次回ゲストにかせ栞を紹介。
B級グルメニスト。中野にある井上和香の実家小料理屋の常連。英語、中国語、フランス語、スペイン語、イタリア語、ドイツ語、ハングル、インドネシア語の検定級を持ち、漢字検定も準一級。